# 纳曼干新春天足球俱乐部
拿夫巴賀納曼干足球會（波斯語：‎），簡稱「納曼干新春」，是一家位於納曼干的烏茲別克的足球俱樂部。參加烏茲別克超級足球聯賽。俱樂部名字源自波斯語نوبهار，意思是「新的春天」。

## 歷史
球隊於1978年以Tekstilshchik的名義成立，並在烏茲別克斯坦的第一聯賽中踢球。自1978年以來，俱樂部參加了蘇聯第二聯賽的區域之一。1990賽季，球隊在蘇乙東區聯賽中獲得亞軍，升入蘇甲聯賽。1991年蘇聯甲級聯賽賽季 Navbahor Namangan 獲得第 9 名。自1992年以來，Navbahor 參加了烏茲別克聯賽。該俱樂部是Pakhtakor、Neftchi Farg'ona的三個俱樂部之一，連續參加烏茲別克聯賽的所有賽季。1996年拿夫巴賀成為烏茲別克斯坦的冠軍，從 1993年到1995年連續三次獲得聯賽第 3 名。Navbahor 也是1999年烏茲別克斯坦超級杯的冠軍，這是冠軍和烏茲別克盃冠軍之間的比賽。
2004賽季球隊獲得第3名，是俱樂部近期最好成績。俱樂部在2008–2013年不成功。2009賽季俱樂部在聯賽中排名第14位，接近降級到甲級聯賽，這實際上是俱樂部歷史上的最低排名。
2014年1月，巴赫蒂約爾·阿舒爾馬托夫被任命為俱樂部的新主教練。

## 外部連結
- 官方网站 of the club
- 官方网站 of the Fans
- 纳曼干新春天足球俱乐部的Facebook專頁
- Navbahor Namangan （页面存档备份，存于） at Soccerway